# بينمون (أنغلزي)
بينمون (بالإنجليزية: Penmon)‏ هي قرية تقع في المملكة المتحدة في ويلز.